# Kate Menzyk
Kate Menzyk (* 1989 in Augsburg) ist eine deutsche Radiomoderatorin.

## Leben und Karriere
Kate Menzyk begann ihre Karriere Anfang 2014 beim rheinland-pfälzischen Radiosender RPR1. Seit November 2016 ist sie für den Hessischen Rundfunk tätig. Sie war montags bis freitags von 13:30 bis 17:30 Uhr beim Radiosender hr3 in der Sendung Die Kate Menzyk Show zu hören und ab dem 23. November 2020 in hr3 Der schöne Nachmittag. Sie ist außerdem als Reporterin für die Sendungen Die Ratgeber und hallo hessen im hr-fernsehen im Einsatz. Weiterhin moderierte sie mit Jens Kölker 2023 und 2024 den hr-Wettbewerb Dolles Dorf.
Menzyk lebt in Frankfurt am Main.